# 王灝 (天順舉人)
王灝（15世紀—15世紀），字希程，山東萊州府平度州人，明朝政治人物。

## 生平
天順六年（1463年），王灝舉壬午科舉人，授魏縣教諭，他博學強記，經他教導的諸生無不悅服，擔任浙江鄉試同考官能提拔名士，成化二十年（1484年）擢官郾城知縣，當時河南累年大旱，郾城首當其衝，人民都要以草根木皮為食，甚至餓死，他發倉賑濟全活多人，鄰縣流民到郾城都會煮粥安頓，死者則建義塚埋葬，盜賊都因此解散，當年冬天大雪，他就教民種春麥法，次年收成甚豐，又刊刻《化民圖》一百二十幅製詩讓民傳頌，向孝子周勉存問，在鄉飲祭禮總將祭肉給予宋丁二節婦家，上級列出他的事蹟引薦，他卻辭官回鄉，翰林陸釴寫下《三瑞記》在郾城刻石紀念。

## 引用
1. 1 2  道光《重修平度州志·卷十八·列傳四 明人物》：王灝字希程，舊志（云）少聰穎有氣節，弱冠領鄉薦，署魏縣教諭事，灝博學強記，凡經指誨諸生無不悅服，聘兩浙同考試官拔士皆真才，遷郾城縣知縣，慕古為政，以身率下，作《化民圖》一百二十，各製一詩使民傳誦，人皆化之，當道列其事以薦，疏上而灝已告歸，翰林陸釴為作《三瑞記》刻石於郾。
2. ↑  道光《重修平度州志·卷五·表四 選舉》：天順……壬午科（舉人）……王灝 郾城縣知縣，府志作膠人
3. ↑  乾隆《郾城縣志·卷十四·列傳二》：王灝，字希程，山東平度州人，以乙榜為魏縣教諭，成化二十年擢郾城縣知縣，時河南自壬寅迄甲辰累歲大旱郾尤甚，齧草根木皮為食，死者相枕籍，灝發廩賑之全活甚眾，旁邑流民至者煮粥以給，死為義塚埋之，盜賊解散，是年冬大雪，然種麥已不及，灝教民種春麥法，次年大熟，灝刊《化民圖》，躬詣孝子周勉致存問，請與鄉飲每祭必致胙宋丁二節婦家，時以灝為知政體。